# Einstecktuch

Einstecktuch

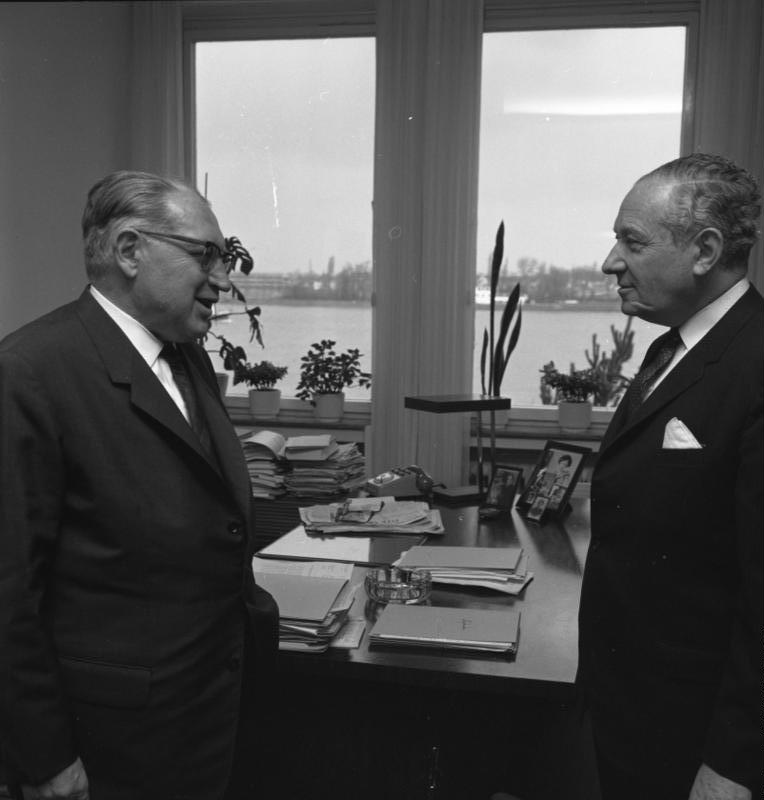
Zwei Politiker, Bonn, 1967

Das Einstecktuch (auch Kavalierstuch, Stecktuch, französisch pochette) ist ein Kleidungs-Accessoire, welches so in die äußere Brusttasche des Sakkos gesteckt wird, dass es daraus hervorschaut. Dabei wird es in unterschiedlichen Techniken gefaltet und geformt.

## Geschichte
Das Einstecktuch kam etwa um das Jahr 1830 in der Biedermeierzeit auf, wurde zunächst aber nicht zu festlichen Anzügen, sondern zur Reitkleidung getragen und war auffällig farbig. Das Sakko wurde erst etwa 1860 als Tages- oder Geschäftsanzug eingeführt und durch ein Stecktuch optisch aufgewertet. Einige Zeit später wurden dann auch der Gehrock und der Paletot mit Brusttaschen versehen. Der Frack hatte dagegen bis 1930 keine Brusttasche und wurde üblicherweise mit einer weißen Nelke am Revers geschmückt.
Zitat: „Den Herrenschneidern […] war es darum zu tun, durch das Ziertuch einen neuen distinguierten, aber unauffälligen Akzent in der Herrenmode zu setzen, zumal das Großbürgertum den Adel als in der Mode tonangebenden Stand ablöste.“
In den 1930er Jahren kamen erstmals Krawatte (oder Fliege) und Einstecktuch mit aufeinander abgestimmtem Muster als Set in den Handel. Ab Ende der 1950er Jahre galt das Stecktuch als unmodern und wurde nur noch selten offen getragen. Seit den 1990er Jahren ist es wieder gesellschaftsfähig. „Fernsehnachrichtensprecher geben seither ihrem Aussehen durch das Stecktuch einen neuen Akzent.“ Heute gilt es wieder als ein Zeichen für einen gut gekleideten Mann.
Durch die abnehmende Popularität von Krawatten in den 2010er Jahren gibt es eine Tendenz, das Einstecktuch als Alternative zu verwenden.

## Anlässe und Arten
Das Kavalierstuch ist ein reines Accessoire und wird nicht nur bei besonderen Anlässen getragen. Es soll dem Anzug oder der Kombination beziehungsweise dem (Tweed-)Sakko eine elegante Note und einen zusätzlichen Farbakzent verleihen. Es dient nicht als Taschentuch, sondern gilt als Ausdruck von Individualität. Ein Einstecktuch zum Schnäuzen zu verwenden, steht – vom kulturellen Standpunkt aus gesehen – ungefähr auf gleicher Stufe, wie eine Krawatte als Serviette zu gebrauchen.
Die einfachste, klassische Form ist ein gestärktes weißes Taschentuch aus Leinen, das zum meist weißen Hemd getragen wird. Es kann prinzipiell zu jeder Gelegenheit getragen werden. Das einfache Leineneinstecktuch gibt es auch mit farbigen Rändern. Die teureren Varianten des Einstecktuchs sind handrolliert. Die elegantere Variante ist ein farbiges Seidentuch, das farblich mit der Kleidung abgestimmt wird. Einstecktücher können kräftige, kontrastierende Farben und auffällige Muster haben oder die Grundfarben der meist mehrfarbigen Krawatte oder des Hemdes aufnehmen. Bei Maßhemden besteht häufig die Option auf ein zusätzliches Einstecktuch aus dem Hemdenstoff. Auch Einstecktücher aus Wollstoffen z. B. Tweeds gibt es. Es existieren keine festen Regeln, wie das Einstecktuch zu kombinieren ist.
Zuweilen werden Sets aus Krawatte und dazu im Muster passenden Tuch angeboten, um Anfängern die Wahl einer geschmackvollen Kombination abzunehmen. Ebenso sind fertig gefaltete und auf Pappe vernähte Tücher erhältlich, die nur noch in die Brusttasche gesteckt werden müssen, um perfekt gefaltet zu erscheinen. Im Handbuch der klassischen Herrenmode Der Gentleman heißt es hierzu jedoch:
Zitat: „Beim Einstecktuch ist eigentlich alles erlaubt, wenn es denn gut aussieht. Nur die ab Werk gebrauchsfertig gefalteten Einstecktücher sollten gemieden werden und auch solche, die im vermeintlich stilsicheren Kombipack samt Krawatte daherkommen.“
Für Hochzeiten und ähnliche Anlässe werden gerne Seidentücher mit goldenem oder silbernem Glanz genommen, häufig auch mit floralen oder Paisley-Musterungen. Bunte, gemusterte und stark kontrastierende Tücher sind eine Option für Dinner und Abendgarderobe, für Business-Gelegenheiten wird dagegen eher auf dezentere Farben und einfachere Muster zurückgegriffen.

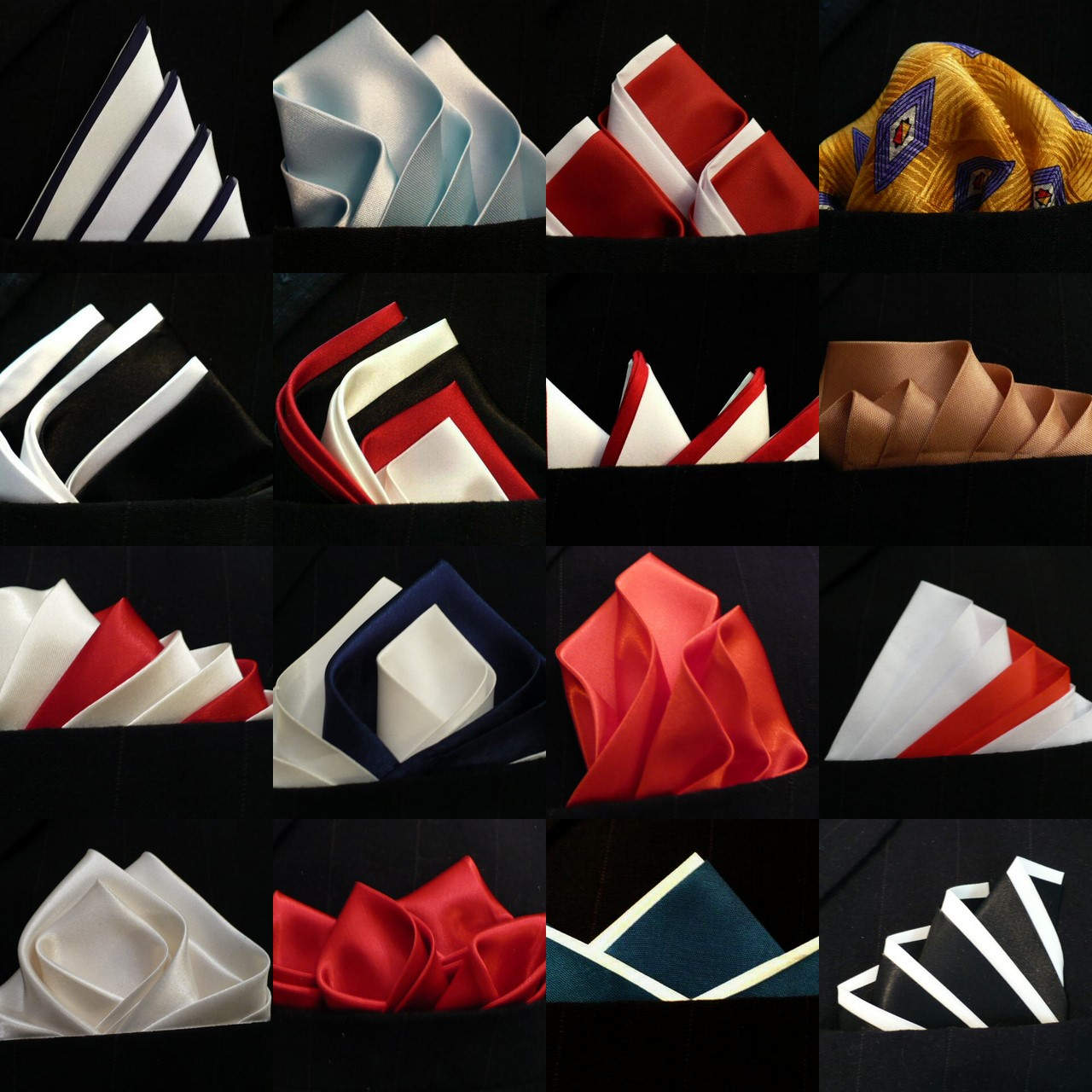
16 Einstecktücher in unterschiedlicher Faltung

## Falt- und Formtechniken
Es gibt viele verschiedene Arten, das Einstecktuch zu falten. Grundsätzlich kann man Einstecktücher aus Leinen zusammenfalten und dann passend zur Breite der Brusttasche so einstecken, dass noch ein Rand von 1 cm  bis 3 cm aus der Tasche herausschaut. Diese Faltung führte zur englischen Bezeichnung pocket square. Mögliche Varianten sind Rechteckfaltung, Dreiecksfaltung und die Kronenfaltung; auch kann der Rand der rechteckig gefalteten Pochette in spitzem Winkel zur Brusttasche ausgerichtet werden, sodass das Tuch nur rechts oder links aus der Tasche herausschaut. Die Bauschfaltung eignet sich besonders für bedruckte Seidentücher: Hierbei wird das Tuch leicht zusammengeknüllt mit den Kanten entweder nach oben oder unten so weit in die Brusttasche gesteckt, dass es nur noch wenige Zentimeter herausschaut. Genauso wie bei den Farben und Mustern, sind bei den Falttechniken so gut wie keine Grenzen gesetzt. Für die eine oder andere spezielle Falttechnik muss mit Gummibändern oder Nadeln nachgeholfen oder mit Sicherheitsnadeln gesichert werden, jedoch immer so, dass solche Hilfsmittel verdeckt sind.